# Spornpieper
Der Spornpieper (Anthus richardi) ist eine Vogelart aus der Familie der Stelzen und Pieper. Die Art bewohnt die Steppengebiete in Ostasien und überwintert im Süden Asiens. Spornpieper ziehen jedoch auch regelmäßig in kleiner Zahl nach Westen und werden alljährlich an den Küsten West- und Mitteleuropas beobachtet. Die meisten Nachweise gibt es von Mitte September bis November.

## Merkmale
Der Spornpieper ist der größte in Mitteleuropa vorkommende Pieper. Er erreicht eine Körperlänge von 17 bis 20 Zentimetern. Im Vergleich zu anderen Piepern ist die Art auffallend langbeinig und langzehig, die Hinterkralle ist ebenfalls sehr lang und sehr gerade. Die Oberseite ist auf bräunlichem Grund kräftig dunkel längsgestreift. Kehle und Flanken sind warm beige- bis rostfarben, die Kehle ist zusätzlich deutlich dunkel gestreift. Der übrige Rumpf ist auf der Unterseite weiß.

## Verbreitung und Lebensraum
Das Verbreitungsgebiet des Spornpiepers umfasst die Steppen Ostasiens vom östlichen Kasachstan und dem Westen Sibiriens über die Mongolei nach Osten bis zum Pazifik. Er besiedelt vor allem feuchte bis nasse Grassteppen in der Ebene wie auch an Berghängen. Auf dem Durchzug wird die Art auch regelmäßig in der Agrarlandschaft beobachtet, vor allem auf Brachen und Stoppelfeldern, außerdem auch an flachen Küsten und sandigen Ufern.

## Fortpflanzung

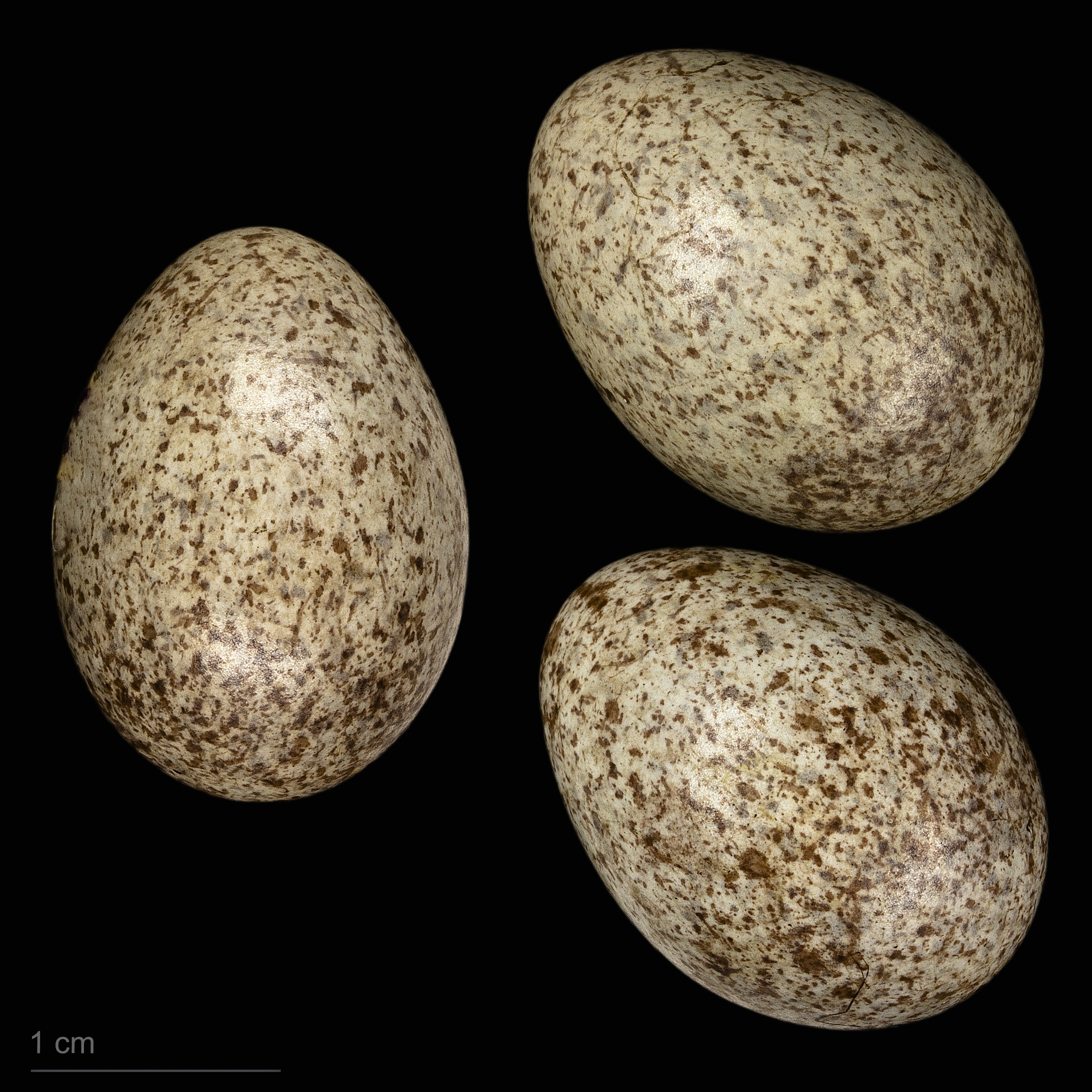
Anthus richardi, Sammlung Museum von Toulouse

Der Nestbau erfolgt ein bis zwei Wochen nach der Ankunft im Brutrevier. Das Nest wird am Boden in einer selbst gegrabenen Mulde in der Vegetation angelegt. Vollständige Gelege wurden in Sibirien in der zweiten Junihälfte gefunden. Das Gelege besteht aus 4–6, meist 4–5 Eiern, die sehr dicht bräunlich, oliv oder grau gefleckt und gestrichelt sind. Angaben zur Brutdauer und zur Nestlingszeit liegen nicht vor.

## Wanderungen
Der Abzug aus den Brutgebieten erfolgt Mitte August bis September. Die Art überwintert im Süden Asiens. Die Ankunft in den Brutgebieten erfolgt Mitte April bis Ende Mai. Spornpieper ziehen jedoch im Herbst auch regelmäßig in kleiner Zahl nach Westen und werden alljährlich an den Küsten West- und Mitteleuropas beobachtet. Die meisten Nachweise gibt es von Mitte September bis November. Welche Ursachen diesem Westzug zugrunde liegen, ist bisher unklar. Im Binnenland Mitteleuropas wird die Art nur ausnahmsweise beobachtet.

## Bestand und Gefährdung
Schätzungen zur Größe des Weltbestandes gibt es nicht. Die Art ist laut IUCN zumindest in Teilen ihres großen Verbreitungsgebietes häufig und wird daher als ungefährdet betrachtet.